# اسپرا (اسپانیا)
اسپرا (به اسپانیایی: Espera) یک دهستان در اسپانیا است که در استان کادیس واقع شده‌است. اسپرا ۱۲۳٫۴۴ کیلومتر مربع مساحت و ۴٬۰۰۵ نفر جمعیت دارد و ۱۶۴ متر بالاتر از سطح دریا واقع شده‌است.